# Ельбасан (округ)
Ельбасан (алб. Rrethi i Elbasanit) — один з 36 округів Албанії.
Округ має площу 1290 км² і належить до області Ельбасан. Адміністративний центр — місто Ельбасан.

## Географічне положення
Округ Ельбасан розташований в Центральній Албанії між узбережжям і гірськими районами. За винятком своєї західної частини він повністю оточений горами, таким стає все вище в напрямку із заходу на схід. У центральній частині округу по долині протікає річка Шкумбіні, що перетинає територію округу спочатку по вузькій ущелині на сході, потім по широкій улоговині Ельбасана в західному напрямку. В районі міста Ельбасан із заходу на південний захід до Адріатичного моря простирається велика рівнина Мюзеке, обмежена на півдні річкою Девол. Вона також протікає по території округу, біля міста Церрік вона зближується з Шкумбіні на відстані майже 10 км, описує дугу в південному напрямку і утворює часткову кордон з округами Кучова і Берат.
На північ від Шкумбіні ландшафт різко змінюється. Гряди пагорбів Kodrat e Krrabës і гірський ланцюг Черменіка досягають більш 1000 м. Ще вище гори на південному сході округу: Malet e Shpatit піднімаються вже до 1880 м (Maja e Shirokut). На захід від них річку Девол перегороджує гребля, утворюючи велике озеро. На південно-західній околиці округу знаходиться ще одне штучне озеро, що служить, однак, не для видобутку електроенергії, а для зрошення території. В районі Думрея (Dumreja) навколо невеликого містечка Белш на заході округу розташовані близько 80 невеликих карстових озер (Liqenet te Belshit). У декількох кілометрах на південь від Ельбасана є гарячі термальні джерела, що використовуються також і в медичних цілях.

## Економіка і промисловість
У декількох кілометрах на захід від міста Ельбасан в 70-і роки XX століття був побудований великий металургійний комбінат «Сталь партії». За соціалізму на ньому було зайнято більше 10 000 чоловік, із зміною державного ладу завод зупинився, спроби відновити виробництво відчутних результатів не дали. У 1993 році в окрузі був найвищий рівень безробіття в країні, становище не сильно змінилося і сьогодні.
У місті Бельше знаходиться найбільший в Албанії нафтопереробний завод, в Ельбасані — цементний завод і деревообробний комбінат.
Головним джерелом бюджету як і раніше є сільське господарство в центральній частині округу (виробництво оливкової олії, вина, сигарет, виробів зі шкіри).

## Транспорт
По долині річки Шкумбіні з античних часів проходили транспортні шляхи. В епоху римлян через Ельбасан (Скампі) вела Егнатієва дорога, в наші дні тут розташовується VIII коридор Пан'європейського транспортного коридору. Залишки римської дороги і оточувала її інфраструктури збереглися й донині. Саме же місто Ельбасан належить насамперед до османської епохи, коли турки побудували тут фортецю для контролю цього важливого дорожнього ділянки.
В Ельбасані сходяться дорога з Тирани через гірський перевал Крраба і дорога з Дурреса по долині Шкумбіні в Південну Албанію. За Шкумбінську долину проходить також гілка албанської залізниці «HSH» в Поградец.

## Адміністративний поділ
Округ складається з трьох міст: Ельбасан, Белш, Церрік і 20 комун: Брадашеш, Fierza, Фунарі, Гергяні, Гінарі, Гостіма, Граценя, Грекані, Каяні, Кльосі, Краста, Лябіноте-Фуше, Лябіноті-Маль, Моласі, Папер, Ррас, Шалесі, Шіргяні, Шушіца, Трегані, Заваліна.